# 沪汉动车组列车
沪汉动车组列车是中华人民共和国中国高速铁路的多趟运营列车，往来上海市上海虹桥站/上海南站及武汉市汉口站/武昌站，途经湖北省、安徽省、江苏省、上海市共三省一市。

## 历史

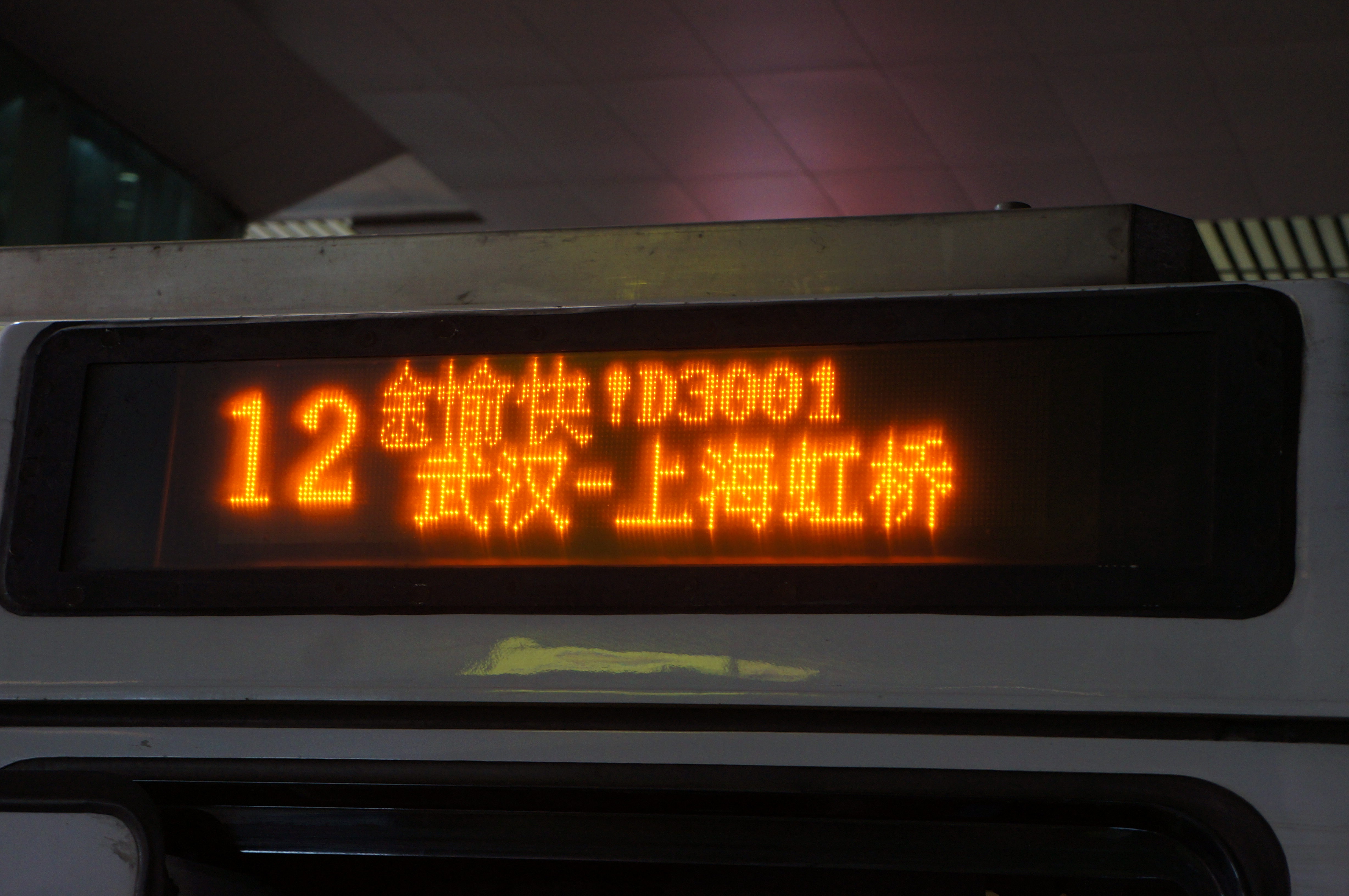
延长运行区段前的D3001次列车电子显示屏

在合武铁路开通前，华东方向历来是武汉铁路局管内铁路的瓶颈，过去旅客乘火车到华东方向需要从武九线、京九线、浙赣线绕行一大圈（参考Z25/28、Z27/26次列车），旅途时间长，出行不便，沪汉动车组列车填补了湖北铁路通达地区的空白。
合武铁路于2009年4月1日开通，武汉增加汉口至合肥、汉口至南京、汉口至上海等8对动车组，使武汉到以上3地的时间分别缩短至1小时55分，2小时50分，4小时45分，途中停靠苏州等地。其中汉口/武昌—上海每日开行4对，车次D3001-3016；武昌至上海列车实现CRH动车组列车首次在武汉长江大桥上通行。同年7月又增开D3017-3024次两对。
列车开行初期最初终到上海站，2010年7月沪宁城际铁路开通后上海—武汉方向共8.5对列车改在沪宁城际铁路运行，同时改在上海虹桥站始发终到。。
2018年7月1日，沪汉动车组列车在合宁铁路、合武铁路行驶时按每小时250公里运行。
2019年7月10日起，D3060/3061次、D3064/3065、D3066/3033次、D3068/3069、D3070/3067次列车改为在上海南站始发终到；D3062/D3059次列车延伸至嘉兴南站。
受到2019冠状病毒病疫情影响，汉口至上海虹桥开D3012/09、D3010/1次，武昌至上海虹桥D3044/1、D3042/3次及D3048/5、D3046/7次列车2020年1月27日至2月25日临时停运；上海南至汉口D3060/1、D3062/59次、D3064/5、D3154/1次及D3068/9、D3070/67次，汉口至上海虹桥D3016/3、3014/5次、D3028/5、D3026/7次及D3090/1、D3092/89次，上海虹桥至武昌D3022/3、D3024/1次，宜昌东至上海虹桥D3008/5、3006/7次及D3034/1、D3032/3次列车1月25日至2月23日临时停运。沪汉动车组列车直至2020年4月8日武汉解封后逐步恢复开行。
2020年7月1日起，部分沪汉动车组列车移至沪苏通铁路、宁启铁路运行。
2024年7月1日起，因上海南站启动设施更新改造工程，三对始发终到上海南站的沪汉动车组列车改回上海虹桥站始发终到。

## 事故
2017年3月26日下午3点46分，一名男子在上海虹桥开往汉口的D3026/7次列车进入南京南站21站台时突然从对面22站台跳下进入股道，并乘列车进站时横越股道企图进入21号站台未果，被夹在列车1号车厢和站台之间。列车随即紧急停车。南京消防指挥中心调集铁心桥、特勤一中队赶赴现场，利用凿岩机破拆车站站台进行救援。男子被消防指挥中心救出后被确认无生命体征。随后南京南站请求南京动车段临时启用热备车，随后南京动车段从南京南动车所调配一组和谐号CRH380BL型动车组担当D3027次列车交路。D3027次列车原乘客换乘完毕后于下午5时25分开车前往汉口。
经《南方周末》记者调查，跳入轨道的男子名叫杨尧，是苏州创飞智能科技公司技术部的一名无人机驾驶员。当时他被公司派至湖北黄冈一职业学院做无人机培训老师，他于3月26日通过12306网站先后买了苏州至南京南的G7248次（当日）、南京南至汉口的D3026次（翌日）和武汉至黄冈的D5911次（当日）的车票（当日G7248次、D3026次均出现晚点，但G7248次在南京南站下车后可在10分钟内换乘D3026次），但杨尧通过非正常渠道换乘。据记者发现，G7248次在南京南站停靠在23号站台，而D3026停靠在21站台。23站台与22站台共用一个站台平面，但与21站台相隔两条火车股道。随后警方调查后发现，认为该事件是一起“铁道交通事故”，而事故调查报告尚未发布。
2025年1月17日20时05分左右，D3014次列车运行到紫金山东站至南京南站区间时，因撞鸟临时停车，导致9趟列车造成延误。